# Campeonato Mundial de Halterofilismo de 1957
O 33º Campeonato Mundial de Halterofilismo foi realizado em Teerã, no Irã entre 8 a 12 de novembro de 1957. Participaram 76 halterofilistas de 21 nacionalidades. 

## Medalhistas
| Evento                     | Ouro                               | Ouro     | Prata                                | Prata    | Bronze                        | Bronze   |
| -------------------------- | ---------------------------------- | -------- | ------------------------------------ | -------- | ----------------------------- | -------- |
| Galo (56 kg)               | Vladimir Stogov · União Soviética  | 345,0 kg | Ali Safa-Sonboli Irão                | 327,5 kg | Mahmoud Namjoo Irão           | 320,0 kg |
| Pena (60 kg)               | Yevgeny Minayev · União Soviética  | 362,5 kg | Sebastiano Mannironi · Itália        | 352,5 kg | Isaac Berger · Estados Unidos | 350,0 kg |
| Leve (67,5 kg)             | Viktor Bushuev · União Soviética   | 380,0 kg | Ivan Abadzhiev · Bulgária            | 372,5 kg | Jan Czepułkowski · Polónia    | 365,0 kg |
| Médio (75 kg)              | Tommy Kono · Estados Unidos        | 420,0 kg | Fyodor Bogdanovsky · União Soviética | 420,0 kg | Jan Bochenek · Polónia        | 395,0 kg |
| Meio-pesado-leve (82,5 kg) | Trofim Lomakin · União Soviética   | 450,0 kg | Jim George · Estados Unidos          | 422,5 kg | Jalal Mansouri Irão           | 412,5 kg |
| Meio-pesado (90 kg)        | Arkady Vorobyov · União Soviética  | 470,0 kg | Hassan Rahnavardi Irão               | 440,0 kg | Firouz Pojhan Irão            | 427,5 kg |
| Pesado (+ 90 kg)           | Aleksey Medvedev · União Soviética | 500,0 kg | Humberto Selvetti · Argentina        | 485,0 kg | Alberto Pigaiani · Itália     | 452,5 kg |

## Quadro de medalhas
| Ordem | País            | Medalha de ouro | Medalha de prata | Medalha de bronze | Total |
| ----- | --------------- | --------------- | ---------------- | ----------------- | ----- |
| 1     | União Soviética | 6               | 1                | 0                 | 7     |
| 2     | Estados Unidos  | 1               | 1                | 1                 | 3     |
| 3     | Irão            | 0               | 2                | 3                 | 5     |
| 4     | Itália          | 0               | 1                | 1                 | 2     |
| 5     | Argentina       | 0               | 1                | 0                 | 1     |
| 5     | Bulgária        | 0               | 1                | 0                 | 1     |
| 7     | Polónia         | 0               | 0                | 2                 | 2     |
| Total | Total           | 7               | 7                | 7                 | 21    |